# 何珖
何珖（1446年—1504年），字汝玉，號栗斋，廣東廣州府順德縣人，軍籍，明朝政治人物。

## 生平
成化四年（1468年）戊子科廣東鄉試第十名舉人，十一年（1475年）中式乙未科會試第二百九名，三甲第七十六名進士。授浙江桐庐县知县，十六年四月擢授试御史，十七年五月实授河南道御史，二十年正月因地震建言贬四川大寧縣知縣。弘治元年（1488年）閏正月起升一级，五年（1492年）任廣西梧州府知府，八年（1495年）調江西贛州府知府，十四年四月陞廣西右參政。

## 家族
曾祖何德潤；祖父何淮；父何華。